# Kanton Mareuil-sur-Lay-Dissais
Der Kanton Mareuil-sur-Lay-Dissais ist seit 1790 ein französischer Wahlkreis für die Wahl des Départementrats in den Arrondissements Fontenay-le-Comte, La Roche-sur-Yon und Les Sables-d’Olonne, im Département Vendée in der Region Pays de la Loire; sein Bureau centralisateur befindet sich in Mareuil-sur-Lay-Dissais.

## Gemeinden
Der Kanton besteht aus 26 Gemeinden mit insgesamt 34.612 Einwohnern (Stand: 1. Januar 2022) auf einer Gesamtfläche von 504,55 km²:
| Gemeinde                       | Einwohner 1. Januar 2022 | Fläche km² | Dichte Einw./km² | Code INSEE | Postleitzahl | Arrondissement      |
| ------------------------------ | ------------------------ | ---------- | ---------------- | ---------- | ------------ | ------------------- |
| Angles                         | 2.966                    | 34,27      | 87               | 85004      | 85750        | Les Sables-d’Olonne |
| Bessay                         | 449                      | 10,79      | 42               | 85023      | 85320        | Fontenay-le-Comte   |
| Château-Guibert                | 1.550                    | 35,16      | 44               | 85061      | 85320        | Fontenay-le-Comte   |
| Corpe                          | 1.025                    | 17,10      | 60               | 85073      | 85320        | Fontenay-le-Comte   |
| Curzon                         | 492                      | 5,90       | 83               | 85077      | 85540        | Les Sables-d’Olonne |
| L’Aiguillon-la-Presqu’île      | 2.808                    | 15,68      | 179              | 85001      | 85460        | Les Sables-d’Olonne |
| La Boissière-des-Landes        | 1.465                    | 23,74      | 62               | 85026      | 85430        | Les Sables-d’Olonne |
| La Bretonnière-la-Claye        | 587                      | 16,48      | 36               | 85036      | 85320        | Fontenay-le-Comte   |
| La Couture                     | 229                      | 7,03       | 33               | 85074      | 85320        | Fontenay-le-Comte   |
| La Jonchère                    | 483                      | 11,50      | 42               | 85116      | 85540        | Les Sables-d’Olonne |
| La Tranche-sur-Mer             | 3.129                    | 17,63      | 177              | 85294      | 85360        | Les Sables-d’Olonne |
| Le Champ-Saint-Père            | 2.041                    | 24,67      | 83               | 85050      | 85540        | Les Sables-d’Olonne |
| Le Givre                       | 484                      | 12,42      | 39               | 85101      | 85540        | Les Sables-d’Olonne |
| Le Tablier                     | 756                      | 9,28       | 81               | 85285      | 85310        | La Roche-sur-Yon    |
| Les Pineaux                    | 678                      | 17,44      | 39               | 85175      | 85320        | Fontenay-le-Comte   |
| Mareuil-sur-Lay-Dissais        | 2.773                    | 25,65      | 108              | 85135      | 85320        | Fontenay-le-Comte   |
| Moutiers-les-Mauxfaits         | 2.341                    | 9,23       | 254              | 85156      | 85540        | Les Sables-d’Olonne |
| Moutiers-sur-le-Lay            | 823                      | 18,28      | 45               | 85157      | 85320        | Fontenay-le-Comte   |
| Péault                         | 618                      | 9,09       | 68               | 85171      | 85320        | Fontenay-le-Comte   |
| Rives de l’Yon                 | 4.285                    | 54,26      | 79               | 85213      | 85310        | La Roche-sur-Yon    |
| Rosnay                         | 664                      | 14,11      | 47               | 85193      | 85320        | Fontenay-le-Comte   |
| Saint-Avaugourd-des-Landes     | 1.166                    | 20,85      | 56               | 85200      | 85540        | Les Sables-d’Olonne |
| Saint-Benoist-sur-Mer          | 511                      | 15,53      | 33               | 85201      | 85540        | Les Sables-d’Olonne |
| Saint-Cyr-en-Talmondais        | 400                      | 13,91      | 29               | 85206      | 85540        | Les Sables-d’Olonne |
| Sainte-Pexine                  | 297                      | 15,76      | 19               | 85261      | 85320        | Fontenay-le-Comte   |
| Saint-Vincent-sur-Graon        | 1.592                    | 48,79      | 33               | 85277      | 85540        | Les Sables-d’Olonne |
| Kanton Mareuil-sur-Lay-Dissais | 34.612                   | 504,55     | 69               | 8509       | –            | –                   |

Bis zur landesweiten Neugliederung der Kantone im März 2015 bestand der Kanton Mareuil-sur-Lay-Dissais aus den elf Gemeinden Bessay, Château-Guibert, Corpe, La Bretonnière-la-Claye, La Couture, Les Pineaux, Mareuil-sur-Lay-Dissais, Moutiers-sur-le-Lay, Péault, Rosnay und Sainte-Pexine. Sein Zuschnitt entsprach einer Fläche von 186,89 km2. Er besaß vor 2015 einen anderen INSEE-Code als heute, nämlich 8513.

## Veränderungen im Gemeindebestand seit der landesweiten Neuordnung der Kantone
2022: Fusion L'Aiguillon-sur-Mer und La Faute-sur-Mer → L’Aiguillon-la-Presqu’île
2016: Fusion Chaillé-sous-les-Ormeaux und Saint-Florent-des-Bois → Rives de l’Yon

## Bevölkerungsentwicklung
| Jahr      | 1962  | 1968  | 1975  | 1982  | 1990  | 1999  | 2009  |
| --------- | ----- | ----- | ----- | ----- | ----- | ----- | ----- |
| Einwohner | 7.093 | 6.663 | 6.307 | 6.757 | 7.014 | 7.157 | 8.767 |